# Colbie Caillat
Colbie Caillat (ur. 28 maja 1985 w Newbury Park, Kalifornia) – amerykańska piosenkarka pop, autorka piosenek oraz gitarzystka. Popularność przyniósł jej singiel Bubbly pochodzący z albumu Coco. Jej popularność rozpoczęła się w profilu MySpace. Piosenki szybko osiągały wysokie notowania w internecie. Według tego profilu, Colbie zaczęła śpiewać w wieku 11 lat, zainspirowana kawałkiem The Fugees "Killing Me Softly". Potem wzięła udział w amerykańskiej wersji Idola, lecz tam nie powiodło się jej. Singiel Bubbly oraz inne piosenki umieszczone w profilu były odsłuchiwane ponad 42 miliony razy. 17 lipca 2007 roku singiel Bubbly stał się singlem tygodnia. Promocją tego kawałka zaowocował jej pierwszy studyjny album Coco. W maju 2008 roku Caillat nagrała cover piosenki "Kiss The Girl" z filmu "Mała Syrenka". Latem 2008 występowała przed Johnem Mayerem.
9 września 2010 Odśpiewała Hymn Stanów Zjednoczonych Ameryki na rozpoczęcie 1 meczu 91 sezonu NFL.

## Dyskografia

### Albumy
| Rok  | Album                 | Pozycje na listach | Pozycje na listach | Pozycje na listach | Pozycje na listach | Pozycje na listach | Pozycje na listach | Pozycje na listach | Pozycje na listach | Pozycje na listach | Certyfikaty RIAA |
| Rok  | Album                 | US                 | GER                | SWI                | NZ                 | BRA                | POR                | AUS                | WOR                | FR                 | Certyfikaty RIAA |
| ---- | --------------------- | ------------------ | ------------------ | ------------------ | ------------------ | ------------------ | ------------------ | ------------------ | ------------------ | ------------------ | ---------------- |
| 2007 | Coco                  | 5                  | 15                 | 23                 | 11                 | 17                 | 12                 | 13                 | 21                 | 85                 | platyna          |
| 2009 | Breakthrough          |                    |                    |                    |                    |                    |                    |                    |                    |                    |                  |
| 2011 | All of You            |                    |                    |                    |                    |                    |                    |                    |                    |                    |                  |
| 2012 | Christmas in the Sand |                    |                    |                    |                    |                    |                    |                    |                    |                    |                  |
| 2014 | Gypsy Heart           |                    |                    |                    |                    |                    |                    |                    |                    |                    |                  |

### Single
| Rok  | Single              | Pozycje na listach | Pozycje na listach | Pozycje na listach | Pozycje na listach | Pozycje na listach | Pozycje na listach | Pozycje na listach | Pozycje na listach | Pozycje na listach | Pozycje na listach | Pozycje na listach | Pozycje na listach | Pozycje na listach | Pozycje na listach | Pozycje na listach | Pozycje na listach | Album                     |
| Rok  | Single              | U.S.               | U.S. Pop           | U.S. AC            | U.S. Adult         | CAN                | GER                | NL                 | AUT                | SWI                | SWE                | NOR                | NZ                 | BRA                | CZE                | AUS                | WOR                | Album                     |
| ---- | ------------------- | ------------------ | ------------------ | ------------------ | ------------------ | ------------------ | ------------------ | ------------------ | ------------------ | ------------------ | ------------------ | ------------------ | ------------------ | ------------------ | ------------------ | ------------------ | ------------------ | ------------------------- |
| 2007 | "Bubbly"            | 5                  | 2                  | 1                  | 1                  | 2                  | 10                 | 5                  | 6                  | 11                 | 6                  | 2                  | 6                  | 1                  | 1                  | 1                  | 3                  | Coco                      |
| 2007 | "Mistletoe"         | 75                 | 44                 | 7                  | —                  | 56                 | —                  | —                  | —                  | —                  | —                  | —                  | —                  | —                  | —                  | —                  | —                  | Wydane tylko w internecie |
| 2008 | "Realize"           | 20                 | 1                  | 2                  | 6                  | 3                  | —                  | —                  | —                  | —                  | —                  | —                  | —                  | —                  | —                  | —                  | 1                  | Coco                      |
| 2008 | "The Little Things" | 107                | 94                 | —                  | —                  | —                  | 51                 | 23                 | 63                 | —                  | —                  | —                  | —                  | —                  | —                  | —                  | —                  | Coco                      |

## Teledyski
| Rok  | Tytuł piosenki      | Album         |
| ---- | ------------------- | ------------- |
| 2007 | "Bubbly"            | Coco          |
| 2008 | "Realize"           | Coco          |
| 2008 | "The Little Things" | Coco          |
| 2008 | "Kiss the Girl"     | DisneyMania 6 |
| 2009 | "Fallin' For You"   | Breakthrough  |